# Faxe Bugt
Faxe Bugt  er navnet på en bugt i den vestlige ende af Østersøen, beliggende mellem halvøen Stevns på Sjælland mod nord, og øen Møn mod syd; mod vest afgrænser halvøen Feddet indsejlingen til Præstø Fjord, og syd for den ligger halvøen Jungshoved; Mod sydvest mellem Jungshoved og øen Nyord går Bøgestrømmen mod syd til Ulvsund.

## Natura 2000
Farvandet indgår i flere Natura 2000-områder: Mod nord ligger Natura 2000-område nr. 206 Stevns rev, der er  EF-habitatområde, vest herfor grænser område nr. 167 Skove ved Vemmetofte der er både habitatområde og fuglebeskyttelsesområde ud til kysten , og mod syd er en del af Faxe Bugt del af Natura 2000-område nr. 168 Havet og kysten mellem Præstø Fjord og Grønsund, der er  både habitatområde, fuglebeskyttelsesområde og  Ramsarområde..

## Eksterne kilder og henvisninger
1. ↑  "Natura 2000-område nr. 206 Stevns Rev". Arkiveret fra originalen 3. september 2012. Hentet 13. august 2012.
2. ↑  "Natura 2000-område nr. 167 Skove ved Vemmetofte". Arkiveret fra originalen 3. september 2012. Hentet 13. august 2012.
3. ↑  "Natura 2000-område 168 Havet og kysten mellem Præstø Fjord og Grønsund". Arkiveret fra originalen 21. august 2012. Hentet 13. august 2012.

55°9′24.85″N 12°12′11.03″Ø / 55.1569028°N 12.2030639°Ø